# Nuts & Milk
Nuts & Milk (ナッツ&ミルク?, Nattsu to Miruku) è un videogioco giapponese edito da Hudson Soft nel 1983, uscito prima sul PC-60 ed FM-7, poi l'anno seguente sugli altri home computer del tempo e soprattutto su Famicom, etichettandolo come uno dei primi titoli della compagnia sulla console.
Nel 2005, l'emulazione della sola Famicom è stata inclusa all'interno prima di Bomberman Land 3 per PlayStation 2, e dopo nel raccolta retrò Hudson Collection Vol. 4: Nazotoki Collection per Game Boy Advance, entrambi usciti solo in Giappone. In seguito venne reso disponibile sul servizio Virtual Console di Nintendo tra il 2007 e il 2014.

## Modalità di gioco
Nuts & Milk, nonostante sia a schermata fissa, per quanto concerne la struttura dei suoi livelli vi sono differenze, a seconda del sistema sulla quale il gioco gira. La versione Famicom si presenta indipendentemente come un platform, realizzato nella vena dei videogiochi arcade del loro genere prodotti da Nintendo. In quella per gli home computer, per via delle limitate capacità hardware di essi, i livelli sono labirintici con visuale vista dall'alto: il giocatore di conseguenza può solo muoversi nelle quattro direzioni.
Il gameplay consiste nel controllare una creatura di nome Milk nell'aiutarlo a raccogliere vari tipi di frutta sparsi per il livello, frattanto evitando di venire toccati da dei nemici a lui somiglianti chiamati Nuts, pena la perdita di una delle vite a disposizione.
Anche il gameplay non è esente dalle differenze in base alle versioni. Negli home computer, sulla falsariga di Lode Runner, Milk si fa strada per il labirinto scavando lungo dei muri, i quali istantaneamente si rigenerano; in quest'ultima circostanza, quando uno dei Nuts rimane intrappolato viene eliminato ma subito riappare nel punto dove torna. Nella Famicom, essendo per l'appunto un platform, Milk ha la piena libertà di saltare a brevi distanze da una piattaforma all'altra, balzare sui trampoli in modo spesso da arrivare in piattaforme irraggiungibili, arrampicare su delle reti sospese a mezz'aria e, soprattutto, scansare saltando i Nuts (in tal caso vengono guadagnati 100 punti). E sempre nella Famicom, i Nuts stessi riappaiono qualche secondo dopo essere precipitati nell'acqua sottostante: se pure Milk vi ci dovesse cadere una vita viene persa.
Colti tutti i frutti, a seconda ancora una volta delle versioni accadono diverse evenienze (poi il giocatore procede al livello successivo): negli home computer si deve prendere un cuore apparso in un punto casuale del labirinto, invece nella Famicom bisogna raggiungere una casetta dove risiede Yogurt (la fidanzata di Milk), stabilmente posta sulla parte in alto a sinistra dello schermo.
Infine è disponibile anche un editor di livelli, ma solo nelle conversioni MSX e Famicom.

## Cloni
Un clone di Nuts & Milk esiste per il Commodore 64 ed è chiamato Hot Pop, che fu sviluppato nel 1985 dalla software house australiana Melbourne House.